# Hardenberg (adelssläkt)
Hardenberg var en tysk, från Hannover stammande adlig ätt varav en släktgren kom till Danmark  på 1300-talet.
Den danska linjen Hardenberg utslocknade 1604 på mans- och 1639 på kvinnolinjen.

## Kända medlemmar
- Eiler Hardenberg
- Anna Hardenberg